# Let's Get Loud
Singles de Jennifer Lopez
Feelin' So Good
(2000) Love Don't Cost a Thing
(2001)
Clip vidéo
[vidéo] « Let's Get Loud », sur YouTube
Let's Get Loud est une chanson de la chanteuse américaine Jennifer Lopez extraite de son premier album studio, On the 6, paru le 1er juin 1999.
Le 2000 un peu plus d'un an après la sortie de l'album, la chanson a été publiée en single, le cinquième et dernier de cet album.
La chanson a atteint la 3e place aux Pays-Bas, la 6e place en Italie, la 7e place en Flandre (Belgique néerlandophone), la 9e place en Australie, la 10e place en Suisse, la 11e place en Autriche, la 13e place en Allemagne, la 21e place en Wallonie (Belgique francophone), la 40e place en France et la 52e place en Suède.
La chanson a été nommée au Grammy dans la catégorie « Meilleure chanson dance » en 2001.
Un clip vidéo d'accompagnement réalisé par Jeffrey Doe a été filmé en direct lors de la Coupe du Monde Féminine de la FIFA 1999.